# Italiens Grand Prix 1986
Italiens Grand Prix 1986 var det trettonde av 16 lopp ingående i formel 1-VM 1986.

## Resultat
1. Nelson Piquet, Williams-Honda, 9 poäng
2. Nigel Mansell, Williams-Honda, 6
3. Stefan "Lill-Lövis" Johansson, Ferrari, 4
4. Keke Rosberg, McLaren-TAG, 3
5. Gerhard Berger, Benetton-BMW, 2
6. Alan Jones, Team Haas (Lola-Ford), 1
7. Thierry Boutsen, Arrows-BMW
8. Christian Danner, Arrows-BMW
9. Philippe Streiff, Tyrrell-Renault
10. Martin Brundle, Tyrrell-Renault

### Förare som bröt loppet
- Alex Caffi, Osella-Alfa Romeo (varv 45, för få varv)
- Teo Fabi, Benetton-BMW (44, punktering)
- Michele Alboreto, Ferrari (33, motor)
- Andrea de Cesaris, Minardi-Motori Moderni (33, motor)
- Ivan Capelli, AGS-Motori Moderni (31, punktering)
- René Arnoux, Ligier-Renault (30, växellåda)
- Jonathan Palmer, Zakspeed (27, motor)
- Philippe Alliot, Ligier-Renault (22, motor)
- Johnny Dumfries, Lotus-Renault (18, växellåda)
- Derek Warwick, Brabham-BMW (16, snurrade av)
- Alessandro Nannini, Minardi-Motori Moderni (15, elsystem)
- Piercarlo Ghinzani, Osella-Alfa Romeo (12, upphängning)
- Patrick Tambay, Team Haas (Lola-Ford) (2, olycka)
- Riccardo Patrese, Brabham-BMW (2, olycka)
- Huub Rothengatter, Zakspeed (1, motor)
- Ayrton Senna, Lotus-Renault (0, transmission)

### Förare som diskvalificerades
- Alain Prost, McLaren-TAG (varv 27)